# Зигурас, Димитрис
Димитрис Зигурас (греч.  Δημήτρης Ζυγούρας), известный также под партизанским псевдонимом Палеологос (греч.  Παλαιολόγος  1914 — 28 февраля  1999) — греческий учитель и коммунист, командир партизанских соединений  Народно-освободительной армии Греции  (ЭЛАС) и Генерал-майор Демократической армии Греции.

## Биография
Димитрис Зигурас родился в 1914 году в селе Бухорина нома Козани, Западная Македония. Учился в педагогическом училище города Козани, после чего работал учителем в своём селе. В 1937 году был назначен учителем в село Пилори соседнего  нома Гревена.
Будучи младшим лейтенантом-резервистом пехоты, воевал в Греко-итальянскую войну 1940—1941 годов.
С началом тройной, германо-итало-болгарской, оккупации Греции вступил в  Народно-освободительную армию Греции  (ЭЛАС). Получил псевдоним Палеологос и возглавил партизанский батальон из крестьян своего региона.
Переплыв со своим отрядом реку Альякмон и выйдя в тыл противника, сыграл решающую роль в впечатляющей победе ЭЛАС в сражении в Фардикампос в марте 1943 года, в котором были взяты в плен 621 итальянских солдат и офицеров.
Именно ему сдалось командование итальянского соединения.
В  Гражданскую войну (1946—1949) командовал 16-й бригадой  Демократической армии Греции.
Командуя 16-й бригадой в декабре 1947 принял участие в попытке ДАГ взять город Коница в Эпире и в сражении ДАГ с армией монархистов за горный массив Граммос в Западной Македонии в июне-августе 1948 года.
Впоследствии и в звании генерал-майора ДАГ, принял командование 9-й дивизией:866.
С поражением Демократической армии в 1949 году, оказался на несколько месяцев в СССР, в далёком Ташкенте, а затем в Румынии.
Историк Т. Герозисис пишет, что Зигурас был среди 10 высших офицеров ДАГ учившихся с 1950 года и на протяжении 3 лет в  Военной академии имени Фрунзе в Москве:931.
Бо́льшую часть своей жизни в эмиграции Зигурас прожил в Бухаресте, где работал топографом. С 1950 года был кандидатом в члены ЦК  компартии Греции.
После раскола партии в 1968 году примкнул к фракции  еврокоммунистов — Коммунистической партии Греции (внутренней).
Получил возможность вернуться в Грецию в 1979 году.
Умер в Афинах в 1999 году.
Ещё в Бухаресте начал писать свои мемуары, которые закончил по возвращении в Грецию и издал под заголовком «Большое путешествие: Национальное Сопротивление, Гражданская война, Политическая эмиграция».